# Struthiola striata
Struthiola striata är en tibastväxtart som beskrevs av Jean-Baptiste de Lamarck. Struthiola striata ingår i släktet Struthiola och familjen tibastväxter. Inga underarter finns listade i Catalogue of Life.